# Rdesktop
rdesktop は、マイクロソフト独自のRDPプロトコルの自由かつオープンソースのクライアントである。GNU General Public License でライセンスされ、BSDやLinuxなどのX Window Systemを使用するUnix系システムで利用可能。

## 対応状況
2013年8月現在、rdesktop は RDP 5.2 プロトコルの大部分を実装しており、以下のような部分を含む。
- ビットマップ・キャッシュ
- ファイルシステム、オーディオ、シリアルポート、プリンタポートのリダイレクション
- 大部分の各国語キーボードのマッピング
- ストリーム圧縮と暗号化
- 自動認証
- スマートカードサポート
- RemoteAppのようなシームレスモードをサポート
- ネットワークレベル認証（RDP 6.0）

以下の機能などは実装されていない。
- マルチモニター表示（RDP 6.0）
- デスクトップ コンポジション（RDP 7.0）
- RemoteFX（RDP 7.1）
- RemoteFX の USB デバイスのリダイレクション（RDP 7.1）

## 用途
リモートデスクトップサービスの動作している Microsoft Windows に接続するのに使われる。対象となるWindowsは、Windows NT 4.0、Windows 2000、Windows XP、Windows Server 2003、Windows Vista、Windows Server 2008、Windows Server 2008 R2、Windows 7 である。Linuxベースのシンクライアントでも使われている。

## 歴史
rdesktopプロジェクトは2001年4月にSourceForge.netに移転し、短期間のうちにコミュニティは拡大した。しかしその後、開発者の入れ替わりがなくなり、rdesktopの開発が滞り始めた。
2011年4月、Linuxの端末サーバとシンクライアントPCを手がけるCendio社のPeter Åstrandがプロジェクトのキックスタートを宣言し、Cendio社がリーダーシップを取ることとなった。
2011年4月18日には、ほぼ3年ぶりとなるバージョンアップがなされた。